# Die Höhlenkinder (Fernsehserie, 1984)
Die Höhlenkinder (Originaltitel: Ragazzi della valle misteriosa) ist eine italienisch-deutsche Fernsehserie aus dem Jahr 1984. Als Buchvorlage diente der Roman Die Höhlenkinder von Alois Theodor Sonnleitner. Regie führte Marcello Aliprandi. Die Serie ist auf DVD erschienen.

## Handlung
Eva und Peter leben als Waisenkinder in einem Bergdorf in den Alpen. Eines Tages wird ihr Dorf von einer Horde plündernder Räuber überfallen. Zusammen mit ihrer Großmutter wagen sie die Flucht in ein unbewohntes Tal. Bei dieser Flucht bricht die Verbindung zur Außenwelt ab, da die einzige Brücke über den Fluss zerstört wird. So sind die drei Gefangen in einer lebensfeindlichen Umwelt, mitten in den Bergen.
Mehr noch: Die Großmutter erkrankt schwer und stirbt. Ohne irgendeine Hilfe von außen müssen Eva und Peter ihren Lebensunterhalt bestreiten. Mit primitivsten Mitteln leben sie wie Steinzeitmenschen. Sie müssen lernen, den Jahreszeiten zu trotzen, insbesondere den harten Wintern in den Bergen. Überraschend entdecken sie, dass sie nicht allein sind: So schließen sie bald Freundschaft mit dem Einsiedler Lapadu, der ihnen im Winter das Leben rettet, als Eva und Peter kein Feuer mehr haben und fast erfrieren.
Peter baut ein Haus, Eva richtet es ein und beide gewöhnen sich an das Leben in der Wildnis. Doch Peter spürt einen starken Drang, wieder in die Zivilisation zurückzukehren. Bei einem seiner Streifzüge findet er einen Weg in ein Dorf. Eva und Peter, inzwischen ineinander verliebt, beschließen zu heiraten und das Tal zu verlassen.